# Comarca do Rio das Velhas
A comarca do Rio das Velhas foi instituída em 1714, juntamente com a comarca do Rio das Mortes e a comarca de Vila Rica, e teve como sede a vila de Sabará, na capitania de São Paulo e Minas de Ouro. Existiu até 8 de abril de 1892, quando foi substituída pela Comarca de Sabará, com a reorganização do sistema judiciário no Brasil após a Proclamação da República.

## Histórico
A capitania de Minas Gerais, instituída em 1720 a partir da divisão da capitania de São Paulo e Minas de Ouro, teve a comarca do Rio das Velhas como uma das três primeiras existentes.